# Montalt (Tivissa)
El Montalt és una muntanya de 749 metres que es troba al terme municipal de Tivissa, a la comarca catalana de la Ribera d'Ebre.
Al cim podem trobar-hi un vèrtex geodèsic (referència 256141001).
La punta nord de la muntanya assoleix una altitud de 766 metres.
El Montalt (punta nord) està inclòs al llistat dels 100 cims de la FEEC.